# Dieta demitariana
Se da el nombre de demitariana a una dieta alimentaria que consiste en una reducción a la mitad de la ingesta de proteína animal media de los países más industrializados de Europa y América del Norte. Se trata por tanto de un término medio entre el régimen vegano que excluye todo tipo de proteína de origen animal y los regímenes super-carnívoros (incluyendo huevos y lácteos) promovidos por el sistema agroalimentario occidental que suponen, a día de hoy, el consumo de cerca de un 70% de proteína de origen animal para una persona que de media coma 100 gramos de proteína.
El término y el concepto fueron introducidos en la declaración de Barsac de 2009 proveniente de un grupo de científicos reunidos en el seno de la red NinE (Nitrogen in Europe; Nitrógeno en Europa) perteneciente a la European Science Foundation (ESF). El objetivo de abogar por la adopción de una dieta menos carnívora por parte de los habitantes de los países industrializados es el de reducir el uso de proteína animal en la alimentación humana, para mejorar la seguridad alimentaria a nivel mundial al tiempo que se reducen los efectos medioambientales muy negativos de la ganadería intensiva. Las ventajas para la salud pública de una dieta menos carnívora y más parecida a la mediterránea han sido reconocidos por la mayor parte de los dietistas. La idea de los firmantes de la declaración es que, aunque la decisión de comer o no carne sea una cuestión de responsabilidad personal, ética o religiosa, la dieta demitariana promueve un consumo de carne ocasional y de calidad, restituyendo así el carácter festivo y menos habitual, que se perdió cuando el consumo de estos alimentos se volvió cotidiano.
Si el consumo de productos animales (carne, huevos y lácteos) está profundamente unido a las tradiciones alimentarias de los países occidentales, es porque ese ganado ha tenido durante milenios la doble función de producir un suplemento dietético, además de propiciar, a través de los estiércoles, el abono necesario para una correcta fertilización de las tierras agrícolas. La ruptura de la complementariedad entre agricultura y ganadería, y la especialización de las tierras agrícolas en regiones de grandes cultivos (utilizando fertilizantes industriales) por un lado, y regiones ganaderas por el otro (con animales alimentados con piensos importados principalmente compuestos de soja), ha posibilitado la explosión del consumo de proteína animal en los países industrializados. La vuelta a un consumo más equilibrado de carne y lácteos (consumir entre el 35% y el 40% de proteína de origen animal y el resto proveniente de cereales, leguminosas, frutas y legumbres), será una etapa indispensable para la implementación de un sistema agrícola más respetuoso con el medioambiente y más equitativo.